# Sydney Monorail

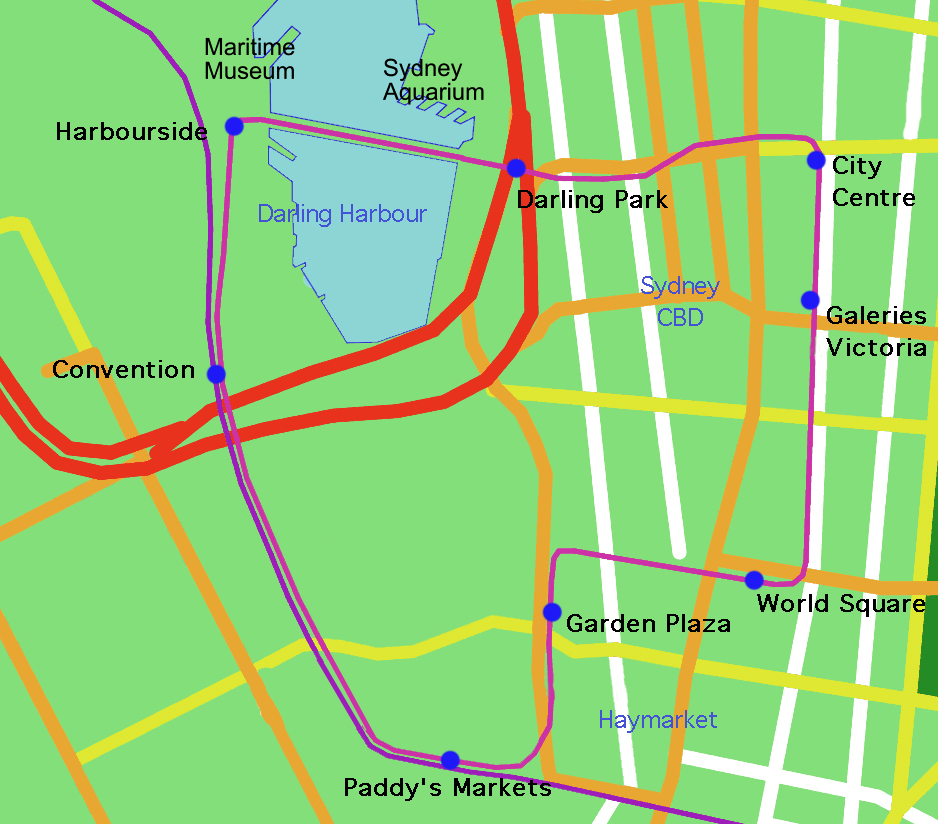
Linjekarta. Den före detta monorailen i ljuslila, den mörklila linjen är spårväg.

Sydney Monorail (också kallad Metro Monorail) var en linje med monorail som med linjesträckning i Sydneys centrum. Linjen, som gick i en enkelriktad ring, hade antingen sju stationer och en spårlängd på 3,6 kilometer. Linjen öppnade i juli 1988 under Australiens 200-årsjubileum. Systemet sköttes av Veolia Transport för Metro Transport Sydney. Den 23 mars 2012 annonserades det att monorailen skulle rivas och ersättas med fler spårvägslinjer. Monorailtrafiken upphörde den 30 juni 2013.

## Stationer
Enligt kartan som finns på Metro Transports webbplats fanns det sju stationer.
- City Centre
- Darling Park
- Harbourside
- Convention
- Paddy's Markets (tidigare Haymarket)
- World Square
- Galeries Victoria

Men trots detta fanns det referenser till ytterligare en station, Chinatown, på bland annat Sydney Metros webbplats och Google Maps.
- Chinatown (tidigare Garden Plaza, öppnad 18 december 2006)[8]

## Olyckor
Det har hänt relativt få olyckor på Sydneys monorail, men den 27 februari 2010 krockade två monorailtåg vid Darling Park station, och fyra människor behövde sjukhusvård.

## Kritik
Den 6 mars 2011 publicerade tidningen Sydney Morning Herlad en artikel där det angavs att det kan kosta så mycket som $4,90 (ungefär 30 kronor) för en person att åka 150 meter på monorailen, och det konstaterades att Sydneys Lord Mayor (2011) Clover Moore tycker monorailen är "för dyr".

## Artikelursprung
Den här artikeln är helt eller delvis baserad på material från engelskspråkiga Wikipedia.